# Ferwerderadeel
Ferwerderadeel / Ferwerderadiel – gmina w Holandii, w prowincji Fryzja. Na terenie gminy znajduje się kilka miejscowości: Bartlehiem, Blije, Burdaard, Ferwerd, Ginnum, Hallum, Hogebeintum, Jannum, Jislum, Lichtaard, Marrum, Reitsum, Wanswert.